# Orthosia strigatteria
Orthosia strigatteria là một loài bướm đêm trong họ Noctuidae.